# マリオ・サバン
マリオ・サバン（Mario Javier Saban, 1966年2月12日 - ）は、アルゼンチン生まれの神学者、作家、哲学者、ユダヤ・カバラの研究者兼教授である。これまで17冊の本を執筆している。現在はスペインにてユダヤ神秘主義（カバラ）を教えている。

## 略歴
1966年2月12日、アルゼンチンの首都ブエノスアイレスで生まれる。
セファルディム・ユダヤ（スペイン系ユダヤ人とも言う）の家系で生まれ育った。
ブエノスアイレス大学で法学の学位を取得しスペインに渡る。
これまで６つの博士号を取得している。
- 2008年、哲学の博士号（マドリード・コンプルテンセ大学、スペイン）
- 2012年、人類学（ルビーラ・イ・ビルジーリ大学、スペイン）
- 2015年、心理学の博士号（ラモン・リュイ大学、スペイン）
- 2016年、歴史の博士号（リェイダ大学、スペイン）
- 2018年、神学の博士号（ムルシア大学、スペイン）
- 2018年、応用数学の博士号（アリカンテ大学、スペイン）

## 経歴
- 1987年、アルゼンチンにに住むユダヤ人たちの歴史を発表。
- 1990年、「Judíos conversos」の書籍を発表。アルゼンチンで歴史と文化に貢献したユダヤ人たちの系譜を紹介。
- 2003年、「El Judaísmo de San Pablo」の書籍を発表。イエス・キリストの使徒パウロが信仰したユダヤ教を紹介。
- 2007年から2018年まで、ユダヤの伝統文化保存及び活用を目的とした団体「Tarbut Sefarad」の会長を務めた。
- 2008年6月、1つ目の哲学の博士号論文となる「Rambam, el genio de Maimónides」を発表。ユダヤ教の偉人モーシェ・ベン＝マイモーンについての研究である。
- 2008年9月、「El judaísmo de Jesús」を発表。ユダヤ教徒としてのイエス・キリストを研究した作品である。
- 2011年12月、ユダヤ神秘主義カバラ関連の最初の本「Sod22-El Secreto」を発表。さらにカバラの観点から宇宙進化論の研究を進めていく。
- 2012年10月、2つ目の人類学博士号論文となる「El Misterio de la Creación y el Árbol de la Vida en la mística judía: una interpretación del Maase Bereshit」の博士論文を発表。
- 2015年11月、3つ目の心理学博士号論文となる「El sentido existencial en la construcción del sujeto: Mística judía y psicología」を発表。宇宙進化論の神秘的な研究を心理学に適用した論文である。この論文は2016年2月カイロス出版社から書籍化された。
- 2016年1月、4つ目の歴史学博士号論文となる「Causas y consecuencias de la ruptura entre el judaísmo y el cristianismo en el siglo II」を発表。2世紀に起きたユダヤ教とキリスト教の断絶を取り上げている。この論文は「Sinagoga e Iglesia」って言うタイトルで書籍化された。
- 2018年3月、5つ目の神学博士号論文となる「La Merkabá: el misterio del Nombre de Dios」を発表。旧約聖書のメルカバの神について解説している。
- 2018年7月、6つ目の博士号論文となる「El Infinito y el lenguaje en la Kabbalah judía: un enfoque matemático, lingüístico y filosófico」を発表。スペインのアリカンテ大学にて応用数学の博士号を取得。カバラの観点から「無限」を説明する論文である。
- 2019年11月、「30 Chispas de Luz」が出版される。カバラの基礎的なトピックを紹介する作品である。
- 2020年6月、「Los Secretos De Dios-Sefer Atzilut: el libro de la Emanación」が出版される。ユダヤ教の偉人Isaac Luria氏が説いた宇宙の起源、ビッグバンの前に何が起こったことをカバラの観点で分析した作品である。
- 2021年1月、「Las estrategias del Satán」が出版される。カバラの観点から「悪」（サタン）の働きや仕組みを分析した作品である。マリオ・サバン氏がこれまでの研究や経験から世の中の「悪」の原点を分析する作品である。

## 大学教授
多くの大学で教授を務めてた経歴を持っている。
- スペインのフアン・カルロス王大学
- マドリード・カルロス3世大学
- リェイダ大学
- ルビーラ・イ・ビルジーリ大学
- スペイン国立通信教育大学 （UNED）

## 書籍

### ユダヤ教関連の著書
- Judíos conversos (1990).
- Los hebreos nuestros hermanos mayores (1991).
- Los marranos y la economía en el Río de la Plata (1993).
- Mil preguntas y respuestas sobre el judaísmo español y portugués(1993).
- La matriz intelectual del judaísmo y la génesis de Europa(2005).
- La cronología del pensamiento judío(2007).
- Rambam, el genio de Maimónides (2008).

### キリスト教関連の著書
- Todos somos judíos(1994).
- Las raíces judías del cristianismo (2001).
- El judaísmo de San Pablo (2003).
- El sábado hebreo en el cristianismo(2004).
- El judaísmo de Jesús (2008).
- Sinagoga-Iglesia: la ruptura del siglo II (2016).

### カバラ関連の著書
- Sod 22: el secreto (2011).
- Maase Bereshit: el misterio de la creación (2013).
- La cábala: la psicología del misticismo judío (2017).
- La Merkabá: el misterio del Nombre de Dios (2018).

2021年3月現在日本語に翻訳された著書はなくスペイン語版しか流通していない。